# Zielenik żółtopióry
Zielenik żółtopióry (Chloropsis flavipennis) – gatunek małego ptaka z rodziny zieleników (Chloropseidae). Jest endemitem Filipin. Narażony na wyginięcie.
Systematyka
Nie wyróżnia się podgatunków; opisano podgatunek mindanensis, ale nie jest on uznawany.
Morfologia
Zielenik żółtopióry jest ogólnie cały neonowozielony, z ciemniejszym ogonem i wierzchem. Ma jednak żółtą obrączkę oczną i gardło. Dziób, tęczówka i nogi ciemne. Mierzy 18 centymetrów.
Zasięg występowania
Był spotykany na czterech filipińskich wyspach: Samar, Leyte, Cebu i Mindanao. Po 1980 jedyne pewne stwierdzenia pochodzą z Mindanao. Na Cebu uznany za wymarłego – ostatnie stwierdzenie pochodzi z 1920. Na wyspie Samar ostatni raz widziany w 1970, a na Leyte w 1964.
Środowisko
Jego środowisko to głównie lasy pierwotne, choć występuje też w lasach wtórnych, na obrzeżach lasów i w siedliskach zdegradowanych. Zwykle spotykany poniżej 1000 m n.p.m., rekordowa wysokość na jakiej go zarejestrowano to 1270 m n.p.m. Przebywa głównie w koronach drzew
Status
IUCN od 2000 uznaje zielenika żółtopiórego za gatunek narażony (VU, Vulnerable); wcześniej, od 1994 klasyfikowano go jako gatunek zagrożony (EN, Endangered), a od 1988 jako gatunek bliski zagrożenia (NT, Near Threatened). Liczebność populacji szacuje się na 1000–2499 osobników, czyli około 600–1700 osobników dorosłych. Trend liczebności populacji uznawany jest za spadkowy. Główne zagrożenie dla gatunku to prowadzone na dużą skalę wylesianie.